# Вилијам Кристи
Вилијам Хенри Махони Кристи (1. октобар 1845 - 22. јануар 1922) је био британски астроном.
Рођен је у Волвичу, у Лондону, као син Семјуела Хантера Кристија, а школовао се у школи Краљев колеџ, а касније и на Тринити колеџу у Кембриџу. Био је четврти студент који је радио на факултету при универзитету у Кембриџу 1868. године, те је изабран за члана Тринити колеџа 1869. године.
Пошто је био главни асистент краљевске Гриничке опсерваторије од 1870. до 1881. године, постављен је као нови Краљевски астроном, након Џорџа Бидела Ерија 1881. године, где је и остао све до 1910. године. Удељен му је орден Бата 1904. године. Изабран је за члана Краљевског друштва у јуну 1881. године. Био је председник Краљевског астрономског друштва од 1888. до 1890. године.
Био је први Краљевски астроном који се пензионисао у 65. години (сви претходни су умрли у канцеларији; Џон Понд је због лошег здравља морао да се пензионише раније, 1835. године, а Ери се пензионисао у 81. години живота), Кристи је умро и сахрањен је на мору, у близини Гибралтара 1922. године. Године 1881. је оженио Мери Виолет, ћерку Сер Алфреда Хикмана.